# Тиссен, Жан
Жан Тиссен (фр. Jean Thissen; род. 21 апреля 1946, Вервье, Валлония) — бельгийский футболист и тренер, в прошлом защитник. Участник чемпионата мира 1970 года и чемпионата Европы 1972 года.

## Карьера
Будучи игроком, выступал за «Стандард» и «Андерлехт». Вызывался в сборную, за которую провёл 34 матча.
После завершения карьеры игрока начал тренерскую деятельность. Работал в различных клубах Бельгии и в Африке. Возглавлял сборные Габона и Того.
В 2001 году объявлен почётным гражданином города Вервье.

## Достижения
Стандард:
- Чемпион Бельгии: 1968/69, 1969/70, 1970/71
- Обладатель кубка Бельгии: 1965/66, 1966/67

 Андерлехт:
- Обладатель кубка Бельгии: 1974/75, 1975/76
- Обладатель Кубка кубков: 1975/76, 1977/78

 Бельгия:
- Бронзовый призёр чемпионата Европы: 1972